# Vinstra
|  | For elven af samme navn, se Vinstra (elv) |
Vinstra er en by og administrationscenteret i Nord-Fron kommune i Innlandet fylke i Norge.
Byen har 2.676(2019) indbyggere og er beliggende i Gudbrandsdalen.